# M - Eine Stadt sucht einen Mörder
M - Eine Stadt sucht einen Mörder (br: M - O vampiro de Düsseldorf) é um filme alemão de 1931, do gênero suspense, dirigido por Fritz Lang. É considerado um clássico do cinema expressionista alemão, responsável por estabelecer uma abordagem totalmente nova para o suspense psicológico.
Foi o primeiro filme sonoro de Fritz Lang.
O filme destaca-se pelo uso inventivo e inovador da montagem de som e dos efeitos sonoros, como por exemplo o leitmotiv da música "I Dovregubbens hall" (mais conhecida pelo título em inglês, "In the Hall of the Mountain King"), do compositor norueguês Edvard Grieg, que é usado no filme a fim de indicar a proximidade do assassino.
À época em que o filme foi lançado, em maio de 1931, os alemães encontravam-se ainda abalados pelos crimes cometidos pelo assassino em série Peter Kürten, então apelidado pela imprensa de "O Vampiro de Düsseldorf". Todavia, Fritz Lang inúmeras vezes negou que a história de Peter Kürten tenha servido de inspiração para o filme.
Eu havia feito Die Nibelugen, Metrópoles e A Mulher na Lua. Filmes grandiosos, para grandes plateias, e tudo mais. Eu fiquei cansado desse tipo de filme, e estava cogitando histórias mais simples. Falei sobre isso com Thea von Harbou, minha esposa. Qual seria o mais abominável, o maior dos crimes, aquele que mais rejeitamos? Nós então decidimos que escreveríamos algumas histórias sórdidas e canalhas. Foi então que um dia eu disse a ela "ouça, querida, vamos fazer um filme sobre um assassino de crianças que é compelido por uma força interior a cometer um crime do qual depois ele se ressente muito". Foi então que fizemos M - O Vampiro de Düsseldorf.— Fritz Lang
Fritz Lang conheceu Peter Lorre em Berlim, quando este era ainda um ator desconhecido, ao assistir duas peças de teatro que contavam com a sua participação.
A ideia de Lang era escalar um ator que tivesse características físicas que fossem diferentes daquelas comumente atribuídas aos assassinos pela criminologia de Cesare Lombroso. Daí Lang ter escolhido Lorre para o papel, porquanto o olhar inocente e esbugalhado do ator contrastasse com a aparência idealizada de um frio assassino.
O roteiro de M - O Vampiro de Düsseldorf foi finalizado no final de novembro de 1930, e a produção do filme começou em meados do mês de dezembro do mesmo ano.
Joseph Goebbels, à época Chefe (Gauleiter) do Partido Nazista em Berlim, assistiu ao filme com sua esposa Magda, dias após a sua estreia, tendo anotado o seguinte comentário sobre o filme em seu diário pessoal, no dia 21 de maio de 1931: "Fantástico! Contra o sentimentalismo humanitário. Em defesa da pena de morte. Bom trabalho. Lang será nosso diretor um dia." 
Em 1940, Fritz Hippier montou um pseudodocumentário de propaganda nazista chamado Der Ewige Jude (em português: O Eterno Judeu). O monólogo final de Peter Lorre em M - O vampiro de Düsseldorf foi inserido fora de contexto no filme de Hippler como se fosse uma admissão por parte dos judeus de que eles seriam incapazes de controlar seus desejos e, portanto, inadequados para a vida em sociedade.
Em 1994, uma votação conduzida pela Deutscher Kinematheksverbund, com 324 especialistas em cinema, elegeu M - O vampiro de Düsseldorf como o filme mais importante da história do cinema alemão.

## Sinopse
Marginais de uma cidade alemã se unem para caçar um assassino de crianças procurado pela polícia. Capturado, ele é julgado por um tribunal de criminosos e acusado de ter quebrado a ética do submundo.

## Elenco
- Peter Lorre como Hans Beckert, o assassino[1]
- Ellen Widmann como Senhora Beckmann[1]
- Inge Landgut como Elsie Beckmann[1]
- Gustaf Grundgens como Schranker[1]
- Fritz Gnass como assaltante[1]
- Fritz Odemar como arrombador[1]
- Paul Kemp como batedor de carteira[1]
- Theo Lingen como vigarista[1]
- Ernst Stahl-Nachbaur como chefe de polícia[1]
- Franz Stein como ministro[1]
- Otto Wernicke como Inspetor Lohmann[1]
- Theodor Loos como Inspetor Groeber[1]
- Georg John como mendigo cego[1]
- Rudolf Bliimner como advogado de defesa[1]
- Karl Platen como vigia[1]
- Gerhard Bienertthe como secretário do inspetor[1]
- Rosa Valetti como proprietária[1]
- Hertha von Walther como prostituta[1]